# Palau Seriman
El Palau Seriman és un palau de Venècia situat al barri de Cannaregio, amb dues façanes: una a la Salizada Seriman i l'altra al Rio del Gozzi.

## Història
Aquest és el palau del qual parla Sansovino quan, després d'haver esmentat el Palau Zeno ai Gesuiti, afegeix que en aquest costat del pont hi ha el palau Contarini, ja construït per la casa Dolce. Un document de 1466 esmenta aquesta propietat, construïda potser uns anys abans per Pietro Como per encàrrec de la família Dolce, abans de passar a Contarina Contarini, esposa de Piero Priuli Michiel. El 31 de maig de 1638 va ser comprada i convertida en residència familiar per Alberto Gozzi, conegut com "dalla seda", perquè era propietari d'una botiga de teixits de seda al carrer dei Toscani de Rialto. La família Gozzi, que pertanyia a una família noble de Bèrgam, va arribar a Venècia al segle XVI i va ser admesa al patriciat el 1546 amb Alberto Gozzi. Es van extingir el 1698 amb un altre Alberto, la vídua del qual, Adriana Donà, havent-se retirat al convent caputxí de Castello i renunciant a l'usdefruit de totes les propietats, també va posar a la venda aquest palau, que va ser comprat per la família Seriman o Sceriman el 1725. Els serimans, d'origen armeni de la ciutat d'Isfahan, en el que aleshores era Pèrsia, van desembarcar a Venècia a finals del segle XVII per escapar de la persecució dels otomans. Van donar suport a la República de Venècia amb sumes enormes, una quantitat de 72.000 ducats per recolzar la guerra contra els turcs i per aquesta raó van passar a formar part de la noblesa veneciana a canvi d'un sou.
L'edifici, que va ser la seu de l'Accademia degli Industriosi durant diversos anys, el qual es va traslladar posteriorment al Palau Morosini del Giardino, és ara propietat de l'Ancelle di Gesù Bambino.

## Descripció
És un edifici de dimensions considerables que prefigura la transició del gòtic tardà al Renaixement. Alguns exemples d'això són la divisió geomètrica de les obertures, els capitells del quadrifora de la planta principal que ara té un regust gairebé renaixentista, les finestres de l'entresol són ja del segle XVI com ho és el portal de terra de la Salizada, però coexisteixen amb els arcs apuntats trilobulats o amb l'esplèndid gir de la columna de la cantonada que domina el riu. El palau probablement tenia originalment una planta en "C" amb un pati i una escala oberta on ara hi ha una finestra serliana parcialment tapiada a la façana que dona al canal. A la part posterior de l'edifici hi ha un bonic jardí a la zona on antigament hi havia un palau Venier, enderrocat al segle XIX, que en el seu pati estava decorat amb estàtues de Bernardo Falconi. A l'interior hi ha una interessant escala barroca dissenyada per Antonio Gaspari, qui, cap a finals del segle XVII, també va remodelar la façana que dona al jardí. El sostre de l'escala està pintat al fresc amb una "Apoteosi de la família Sceriman", del pintor d'estil Tiepolo Mattia Bortoloni el 1727. També a l'interior hi ha dues pintures de Sebastiano Ricci: Eleazzaro e Rebecca al pozzo e Mosè difende le figlie di Jetro del segle XVII.